# Puente Hohenzollern
El puente Hohenzollern (en alemán: Hohenzollernbrücke) es un puente sobre el río Rin en la ciudad de Colonia. Está situado en el kilómetro 688,5 del río. Originalmente, el puente se utilizó tanto para el ferrocarril como para vehículos de carretera, pero tras ser destruido en 1945 y posteriormente reconstruido en 1948, solo se utiliza para trenes y peatones.

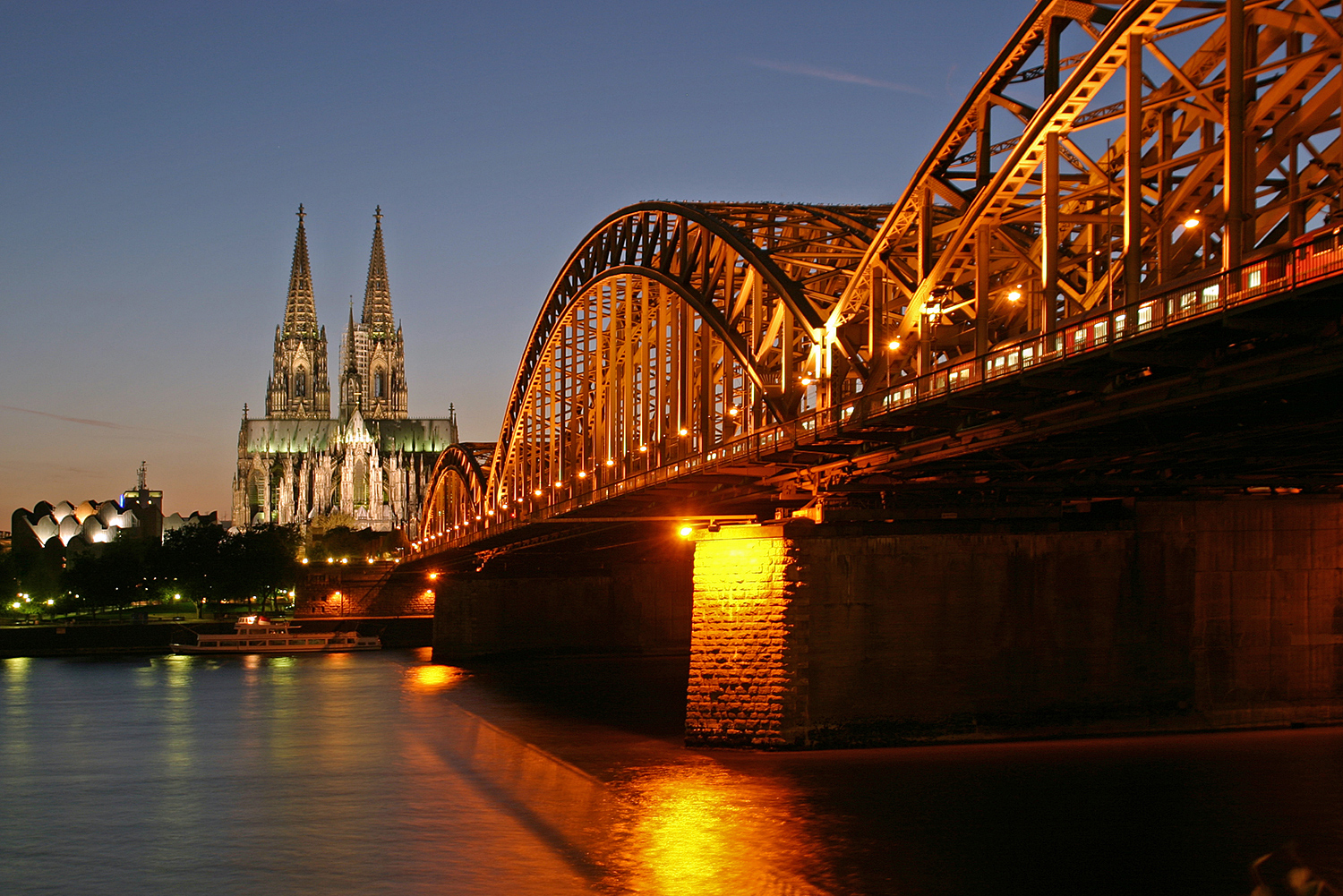
El puente Hohenzollern, junto a la Catedral de Colonia y el Museo Ludwig al fondo.

Es el puente ferroviario más utilizado en Alemania, dado que se encuentra situado en el trayecto entre la Estación Central de Colonia y la de Colonia Messe/Deutz.
El puente se construyó entre 1907 y 1911, después de la destrucción del puente de la catedral (Dombrücke).